# Zabit Magomedsharipov
 (mars 2023).
Zabit Akhmedovitch Magomedsharipov (en russe : Забит Ахмедович Магомедшарипов), né le 1er mars 1991 à Khassaviourt (Daghestan, Union soviétique), est un pratiquant d'arts martiaux mixtes (MMA) russe d’origine daghestanaise et d'ethnie akhvakh. Actif entre 2012 et 2019, il a notamment combattu dans la catégorie des poids plumes de l'Ultimate Fighting Championship (UFC).

## Jeunesse et débuts en sanda
Zabit Akhmedovich Magomedsharipov naît le 1er mars 1991 à Khassaviourt, en république du Daghestan, sujet de la fédération de Russie. Il est d'ethnie akhvakh. Il a un frère cadet, Khasan, qui est également un pratiquant d'arts martiaux mixtes (MMA). Il commence à s'entraîner à la lutte libre à l'âge de 10 ans, puis au sanda. En 2003, il rejoint l'internat de wushu Five Directions of the World, l'une des institutions académiques nationales, où il vit de ses 10 à 12 ans pour son éducation. Il s'entraîne aux arts martiaux trois fois par jour, sous la direction de Gusein Magomaev. En 2012, Zabit Magomedsharipov fait ses débuts professionnels en MMA. En décembre 2019, son frère suit ses traces en faisant lui aussi ses débuts professionnels en MMA, cumulant depuis un record parfait de sept victoires pour aucune défaite,.

## Carrière dans les arts martiaux mixtes

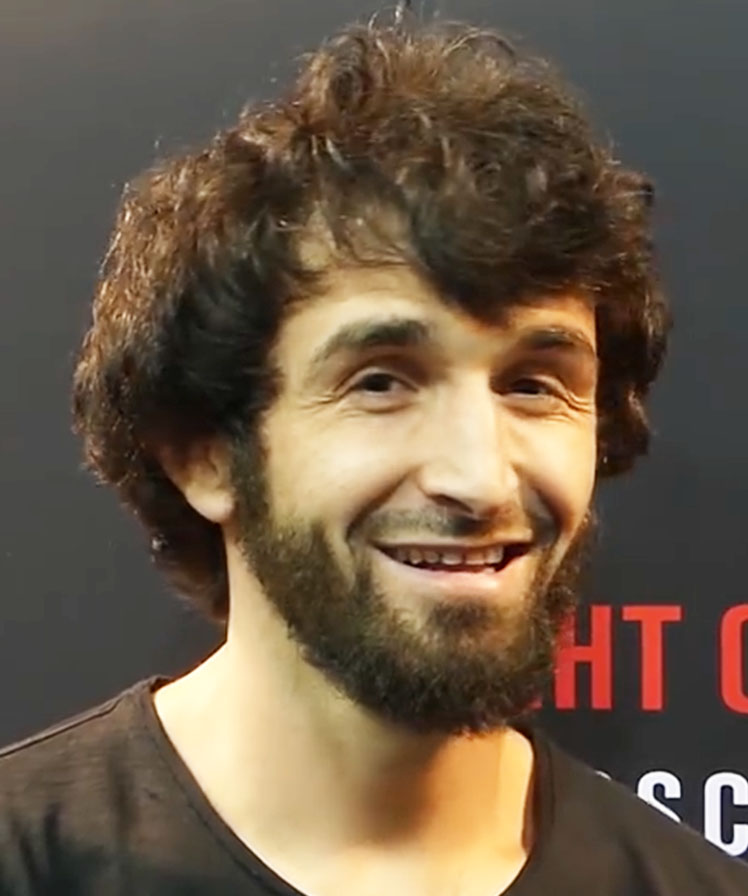
Zabit Magomedsharipov à l'UFC Fight Night 136

### Débuts (2012-2013)
Le 9 mai 2012, Zabit Magomedsharipov affronte le Kazakh Zhumageldy Zhetpisbayev à Odessa, en Ukraine, et remporte le combat par KO technique. Le 3 juillet 2012, il affronte le Russe Timur Bolatov à Khassaviourt, en Russie, et remporte le combat par décision unanime. Le 13 octobre 2012, il affronte le Russe Abkerim Yunusov à Kharkiv, en Ukraine, et remporte le combat par soumission. Le 2 décembre 2012, il affronte le Tadjik Iftikhor Arbobov à Tchekhov, en Russie, et remporte le combat par KO technique. Le 14 avril 2013, il affronte le Russe Igor Egorov à Rostov-sur-le-Don, en Russie, et perd le combat par soumission. Le 20 septembre 2013, il affronte le Russe Sergei Sokolov à Moscou, en Russie, et remporte le combat par soumission. Le 16 novembre 2013, il affronte le Russe Sarmat Hodov à Kharkiv, en Ukraine, et remporte le combat par décision unanime.

### Absolute Championship Akhmat (2014-2016)
Le 14 novembre 2014, il affronte le Russe Orudzh Zamanov à Grozny, en Russie, et remporte le combat par soumission. Le 21 mars 2015, il affronte l'Arménien Artak Nazaryan à Naltchik, en Russie, et remporte le combat par KO technique. Le 14 juin 2015, il affronte le Russe Mukhamed Kokov à Sotchi, en Russie, et remporte le combat par KO technique. Le 24 octobre 2015, il affronte le Russe Abdul-Rakhman Temirov à Moscou, en Russie, et remporte le combat par soumission. Le 9 mars 2016, il affronte le Russe Sheikh-Magomed Arapkhanov à Grozny, en Russie, et remporte le combat par KO. Le 17 septembre 2016, il affronte le Brésilien Valdines Silva à Saint-Pétersbourg, en Russie, et remporte le combat par KO technique.

### Ultimate Fighting Championship(2017-2019)
Le 2 septembre 2017, il affronte l'Américain Mike Santiago à Rotterdam, aux Pays-Bas, et remporte le combat par soumission,,. Sa prestation est désignée Performance de la soirée. Le 25 novembre 2017, il affronte le Brésilien Sheymon Moraes à Shanghai, en Chine, et remporte le combat par soumission,,. Sa prestation est désignée Performance de la soirée. Le 7 avril 2018, il affronte l'Américain Kyle Bochniak à Brooklyn, dans l'État de New York, et remporte le combat par décision unanime,,. Sa prestation est désignée Combat de la soirée. Le 8 septembre 2018, il affronte l'Américain Brandon Davis à Dallas, au Texas, et remporte le combat par soumission,,. Le 2 mars 2019, il affronte l'Américain Jeremy Stephens à Las Vegas, dans le Nevada, et remporte le combat par décision unanime,,. Le 9 novembre 2019, il affronte l'Américain Calvin Kattar à Moscou, en Russie, et remporte le combat par décision unanime,,. Sa prestation est désignée Combat de la soirée.

#### Problèmes de santé puis retraite sportive
Le 26 avril 2021, Zabit Magomedsharipov est retiré du classement officiel de l'Ultimate Fighting Championship (UFC) pour cause d'inactivité. Au moment de son retrait, il est alors classé no 3. Au début du mois de juin 2021, il est rapporté que Zabit Magomedsharipov souffre de problèmes de santé liés à son système immunitaire et que ces derniers ont nécessité une opération chirurgicale mettant en danger sa carrière. En septembre 2021, Mark Henry annonce que Zabit Magomedsharipov sera bientôt de retour à l'UFC. En juin 2022, il informe l'UFC qu'il arrête sa carrière professionnelle. Durant une interview, Zabit Magomedsharipov explique les raisons de sa retraite : « Il y avait plusieurs raisons. Tout d’abord, à cause des refus. Personne ne voulait m’affronter. Je n’ai pas eu de bagarres pendant deux ans. Ensuite, il y a eu des blessures, j’étais souvent malade. Je ne me suis pas rétabli. Il y a de nombreuses raisons. La raison principale était que je n’étais plus capable de me battre. Ils ne m’ont pas donné de title-shot. Ils m’ont promis une chose et en ont fait une autre. C’est une promesse qu’ils n’ont pas tenue. C’est la principale raison pour laquelle je me suis énervé »,.

## Palmarès

### Distinctions
- Ultimate Fighting Championship (UFC)
  - Performance de la soirée (× 2) : face à Mike Santiago et Sheymon Moraes.
  - Combat de la soirée (× 2) : face à Kyle Bochniak et Calvin Kattar.

### Palmarès en arts martiaux mixtes
| 19 combats     | 18 victoires | 1 défaites |
| Par KO         | 6            | 0          |
| Par soumission | 7            | 1          |
| Sur décision   | 5            | 0          |

| Résultat | Record | Adversaire                | Méthode                           | Événement                                   | Date              | Round | Temps | Lieu                                   | Notes                     |
| -------- | ------ | ------------------------- | --------------------------------- | ------------------------------------------- | ----------------- | ----- | ----- | -------------------------------------- | ------------------------- |
| Victoire | 18-1   | Calvin Kattar             | Décision unanime                  | UFC Fight Night: Magomedsharipov vs. Kattar | 9 novembre 2019   | 3     | 5:00  | Moscou, Russie                         | Combat de la soirée.      |
| Victoire | 17-1   | Jeremy Stephens           | Décision unanime                  | UFC 235: Jones vs. Smith                    | 2 mars 2019       | 3     | 5:00  | Las Vegas, Nevada, États-Unis          |                           |
| Victoire | 16-1   | Brandon Davis             | Soumission (suloev stretch)       | UFC 228: Woodley vs. Till                   | 8 septembre 2018  | 2     | 4:36  | Dallas, Texas, États-Unis              |                           |
| Victoire | 15-1   | Kyle Bochniak             | Décision unanime                  | UFC 223: Khabib vs. Iaquinta                | 7 avril 2018      | 3     | 5:00  | Brooklyn, État de New York, États-Unis | Combat de la soirée.      |
| Victoire | 14-1   | Sheymon Moraes            | Soumission (anaconda choke)       | UFC Fight Night: Bisping vs. Gastelum       | 25 novembre 2017  | 3     | 4:30  | Shanghai, Chine                        | Performance de la soirée. |
| Victoire | 13-1   | Mike Santiago             | Soumission (étranglement arrière) | UFC Fight Night: Volkov vs. Struve          | 2 septembre 2017  | 2     | 4:22  | Rotterdam, Pays-Bas                    | Performance de la soirée. |
| Victoire | 12-1   | Valdines Silva            | TKO (coups de poing)              | ACB 45: Magomedsharipov vs Silva            | 17 septembre 2016 | 1     | 1:54  | Saint-Pétersbourg, Russie              |                           |
| Victoire | 11-1   | Sheikh-Magomed Arapkhanov | KO (coup de poing)                | ACB 31: Magomedsharipov vs. Arapkhanov      | 9 mars 2016       | 1     | 4:19  | Grozny, Russie                         |                           |
| Victoire | 10-1   | Abdul-Rakhman Temirov     | Soumission                        | ACB 24: Grand Prix 2015 Finals Stage 2      | 24 octobre 2015   | 1     | 4:16  | Moscou, Russie                         |                           |
| Victoire | 9-1    | Mukhamed Kokov            | TKO (blessure au bras)            | ACB 20: Sotchi                              | 14 juin 2015      | 2     | 3:57  | Sotchi, Russie                         |                           |
| Victoire | 8-1    | Artak Nazaryan            | TKO (abandon)                     | ACB 15: Grand Prix 2015 Stage 2             | 21 mars 2015      | 2     | 4:08  | Naltchik, Russie                       |                           |
| Victoire | 7-1    | Orudzh Zamanov            | Soumission                        | ACB 11                                      | 14 novembre 2014  | 2     | 3:46  | Grozny, Russie                         |                           |
| Victoire | 6-1    | Sarmat Hodov              | Décision unanime                  | Oplot Challenge 88                          | 16 novembre 2013  | 2     | 1:11  | Kharkiv, Ukraine                       |                           |
| Victoire | 5-1    | Sergei Sokolov            | Soumission                        | Fight Nights: Krepost Selection 1           | 20 septembre 2013 | 2     | 2:49  | Moscou, Russie                         |                           |
| Défaite  | 4-1    | Igor Egorov               | Soumission                        | ProFC 47                                    | 14 avril 2013     | 3     | 1:27  | Rostov-sur-le-Don, Russie              |                           |
| Victoire | 4-0    | Iftikhor Arbobov          | TKO (arrêt du médecin)            | ProFC 44                                    | 2 décembre 2012   | 2     | 5:00  | Tchekhov, Russie                       |                           |
| Victoire | 3-0    | Abkerim Yunusov           | Soumission                        | ProFC 42                                    | 13 octobre 2012   | 2     | 2:42  | Kharkiv, Ukraine                       |                           |
| Victoire | 2-0    | Timur Bolatov             | Décision unanime                  | Liga Kavkaz 2012                            | 3 juillet 2012    | 2     | 5:00  | Khassaviourt, Russie                   |                           |
| Victoire | 1-0    | Zhumageldy Zhetpisbayev   | TKO (coups de poing)              | Odessa Golden Cup                           | 9 mai 2012        | 3     | 2:45  | Odessa, Ukraine                        |                           |